# Freycinetia marantifolia
Freycinetia marantifolia är en enhjärtbladig växtart som beskrevs av William Botting Hemsley. Freycinetia marantifolia ingår i släktet Freycinetia och familjen Pandanaceae. Inga underarter finns listade.